# Vernonia megapotamica
Vernonia megapotamica là một loài thực vật có hoa trong họ Cúc. Loài này được Spreng. miêu tả khoa học đầu tiên năm 1826.